# Paul Haas (científico)
Paul Haas (Londres, 1877-Cheam, 6 de abril de 1960) fue un químico y botánico británico.
Fue autor de obras como Laboratory Notes on Organic Chemistry for Medical Students (Macmillan and Co, 1910), y de los dos volúmenes de An Introduction to the Chemistry of Plant Product (Longmans, Green and Co, 1913, 1922), junto a Thomas George Hill, entre otras. En sus primeros años trabajó con Carl Graebe o A. W. Crossley. Realizó estudios sobre Chondrus crispus o musgo de Irlanda, el ácido hipúrico, Mercurialis perennis, la Polysiphonia fastigiata, el ácido algínico, alcoholes hexahídricos en algas marinas, entre otras materias.